# Ndongo
Ndongo – afrykańskie przedkolonialne państwo ludu Mbundu. Istniejące w latach ok. 1500–1671 na terenie obecnej Angoli.
Powstało na przełomie ok. XV i XVI wieku. Początkowo jako lenno Królestwa Kongo, z którym od 1520 toczyło serię konfliktów.
Społeczność Mbundu podzielona była na mniejsze jednostki zwane murinda (gminy), zarządzane przez lokalnych wodzów (sobas). Na czele państwa stał król z tytułem ngola (od którego pochodzi nazwa Angoli), któremu doradzała rada szlachecka (macota) i wyspecjalizowani urzędnicy (np. tendala, ngolambole). Stolicą kraju była Kabasa.
W latach 1623–1648, pod rządami królowej Nzingi toczyło wojny z Portugalią, ostatecznie zostało do niej przyłączone w 1671. Po śmierci królowej Nzingi władczynią została jej siostra, Mukambu (znana także pod imieniem Barbara).